# Skiathlon hommes aux Jeux olympiques de 2018
Navigation
Sotchi 2014 Pékin 2022
L'épreuve masculine de skiathlon aux Jeux olympiques d'hiver de 2018 a lieu le 11 février 2018 au centre de biathlon et de ski de fond d'Alpensia. Elle a une longueur de 30 kilomètres : 15 kilomètres en style classique et 15 kilomètres en style libre.
L'épreuve est remporté par le norvégien Simen Hegstad Krüger, devant ses compatriotes Martin Johnsrud Sundby et Hans Christer Holund.

## Médaillés
| Or                         | Argent                       | Bronze                     |
| Simen Hegstad Krüger (NOR) | Martin Johnsrud Sundby (NOR) | Hans Christer Holund (NOR) |

## Résultats
| Rang                                | Dossard | Athlète                 | Nationalité     | 15 km classique | Rang    | Arrêt   | 15 km libre   | Rang    | Temps             | Écart           |
| ----------------------------------- | ------- | ----------------------- | --------------- | --------------- | ------- | ------- | ------------- | ------- | ----------------- | --------------- |
| Médaille d'or, Jeux olympiques      | 7       | Simen Hegstad Krüger    | Norvège         | 40 min 46 s 1   | 14      | 27 s 7  | 35 min 6 s 2  | 1       | 1 h 16 min 20 s 0 | –               |
| Médaille d'argent, Jeux olympiques  | 6       | Martin Johnsrud Sundby  | Norvège         | 40 min 30 s 5   | 2       | 35 s 1  | 35 min 22 s 4 | 2       | 1 h 16 min 28 s 0 | + 8 s 0         |
| Médaille de bronze, Jeux olympiques | 5       | Hans Christer Holund    | Norvège         | 40 min 33 s 3   | 7       | 28 s 5  | 35 min 28 s 1 | 5       | 1 h 16 min 29 s 9 | + 9 s 9         |
| 4                                   | 16      | Denis Spitsov           | Russie (OAR)    | 40 min 35 s 0   | 13      | 31 s 2  | 35 min 26 s 5 | 3       | 1 h 16 min 32 s 7 | + 12 s 7        |
| 5                                   | 2       | Maurice Manificat       | France          | 40 min 33 s 6   | 8       | 30 s 0  | 35 min 30 s 6 | 6       | 1 h 16 min 34 s 2 | + 14 s 2        |
| 6                                   | 3       | Dario Cologna           | Suisse          | 40 min 30 s 9   | 3       | 32 s 3  | 35 min 41 s 9 | 12      | 1 h 16 min 45 s 1 | + 25 s 1        |
| 7                                   | 10      | Andrew Musgrave         | Grande-Bretagne | 40 min 34 s 9   | 12      | 31 s 9  | 35 min 38 s 9 | 9       | 1 h 16 min 45 s 7 | + 25 s 7        |
| 8                                   | 4       | Alex Harvey             | Canada          | 40 min 31 s 4   | 4       | 27 s 3  | 35 min 54 s 7 | 14      | 1 h 16 min 53 s 4 | + 33 s 4        |
| 9                                   | 22      | Martin Jakš             | Tchéquie        | 40 min 53 s 2   | 19      | 33 s 6  | 35 min 27 s 0 | 4       | 1 h 16 min 53 s 8 | + 33 s 8        |
| 10                                  | 1       | Johannes Høsflot Klæbo  | Norvège         | 40 min 31 s 8   | 5       | 26 s 8  | 36 min 4 s 8  | 18      | 1 h 17 min 3 s 4  | + 43 s 4        |
| 11                                  | 20      | Thomas Bing             | Allemagne       | 40 min 34 s 4   | 11      | 28 s 6  | 36 min 0 s 7  | 16      | 1 h 17 min 3 s 7  | + 43 s 7        |
| 12                                  | 14      | Marcus Hellner          | Suède           | 40 min 34 s 2   | 10      | 30 s 3  | 36 min 0 s 3  | 15      | 1 h 17 min 4 s 8  | + 44 s 8        |
| 13                                  | 18      | Clément Parisse         | France          | 40 min 48 s 9   | 17      | 28 s 0  | 35 min 51 s 7 | 13      | 1 h 17 min 8 s 6  | + 48 s 6        |
| 14                                  | 15      | Daniel Rickardsson      | Suède           | 40 min 34 s 0   | 9       | 34 s 1  | 36 min 4 s 1  | 17      | 1 h 17 min 12 s 1 | + 52 s 2        |
| 15                                  | 41      | Jules Lapierre          | France          | 41 min 13 s 0   | 24      | 32 s 9  | 35 min 33 s 2 | 8       | 1 h 17 min 19 s 1 | + 59 s 1        |
| 16                                  | 21      | Lucas Bögl              | Allemagne       | 40 min 47 s 2   | 15      | 27 s 5  | 36 min 5 s 2  | 19      | 1 h 17 min 19 s 9 | + 59 s 9        |
| 17                                  | 25      | Jens Burman             | Suède           | 41 min 13 s 4   | 25      | 31 s 1  | 35 min 39 s 4 | 10      | 1 h 17 min 23 s 9 | + 1 min 03 s 9  |
| 18                                  | 33      | Scott Patterson         | États-Unis      | 41 min 14 s 4   | 26      | 31 s 9  | 35 min 41 s 2 | 11      | 1 h 17 min 27 s 5 | + 1 min 07 s 5  |
| 19                                  | 8       | Iivo Niskanen           | Finlande        | 40 min 30 s 0   | 1       | 29 s 9  | 36 min 34 s 3 | 26      | 1 h 17 min 34 s 2 | + 1 min 14 s 2  |
| 20                                  | 13      | Francesco De Fabiani    | Italie          | 41 min 11 s 4   | 22      | 30 s 0  | 36 min 13 s 5 | 20      | 1 h 17 min 54 s 9 | + 1 min 34 s 9  |
| 21                                  | 12      | Matti Heikkinen         | Finlande        | 41 min 55 s 6   | 34      | 28 s 3  | 35 min 32 s 0 | 7       | 1 h 17 min 55 s 9 | + 1 min 35 s 9  |
| 22                                  | 35      | Jonas Dobler            | Allemagne       | 40 min 52 s 7   | 18      | 32 s 4  | 36 min 31 s 5 | 25      | 1 h 17 min 56 s 6 | + 1 min 36 s 6  |
| 23                                  | 28      | Alexey Vitsenko         | Russie (OAR)    | 41 min 9 s 2    | 20      | 32 s 4  | 36 min 20 s 6 | 22      | 1 h 18 min 2 s 2  | + 1 min 42 s 2  |
| 24                                  | 43      | Paul Constantin Pepene  | Roumanie        | 41 min 16 s 2   | 30      | 26 s 4  | 36 min 37 s 8 | 28      | 1 h 18 min 20 s 4 | + 2 min 00 s 4  |
| 25                                  | 23      | Keishin Yoshida         | Japon           | 41 min 11 s 9   | 23      | 33 s 6  | 36 min 37 s 5 | 27      | 1 h 18 min 23 s 0 | + 2 min 03 s 0  |
| 26                                  | 31      | Giandomenico Salvadori  | Italie          | 40 min 47 s 8   | 16      | 28 s 2  | 37 min 20 s 9 | 36      | 1 h 18 min 36 s 9 | +2 min 16 s 9   |
| 27                                  | 38      | Max Hauke               | Autriche        | 41 min 15 s 7   | 29      | 31 s 4  | 36 min 57 s 5 | 32      | 1 h 18 min 44 s 6 | + 2 min 24 s 6  |
| 28                                  | 9       | Jean-Marc Gaillard      | France          | 40 min 32 s 6   | 6       | 26 s 8  | 37 min 49 s 1 | 38      | 1 h 18 min 48 s 5 | + 2 min 28 s 5  |
| 29                                  | 29      | Andrey Melnichenko      | Russie (OAR)    | 41 min 46 s 4   | 32      | 34 s 0  | 36 min 30 s 1 | 24      | 1 h 18 min 50 s 5 | + 2 min 30 s 5  |
| 30                                  | 11      | Andrey Larkov           | Russie (OAR)    | 41 min 37 s 5   | 31      | 35 s 1  | 36 min 38 s 0 | 29      | 1 h 18 min 50 s 6 | + 2 min 30 s 6  |
| 31                                  | 34      | Candide Pralong         | Suisse          | 42 min 26 s 0   | 39      | 33 s 5  | 36 min 16 s 1 | 21      | 1 h 19 min 15 s 6 | + 2 min 55 s 6  |
| 32                                  | 36      | Karel Tammjärv          | Estonie         | 41 min 56 s 6   | 35      | 36 s 2  | 36 min 52 s 4 | 31      | 1 h 19 min 25 s 2 | + 3 min 05 s 2  |
| 33                                  | 24      | Lari Lehtonen           | Finlande        | 42 min 28 s 9   | 41      | 29 s 6  | 36 min 28 s 1 | 23      | 1 h 19 min 26 s 6 | + 3 min 06 s 6  |
| 34                                  | 49      | Vitaliy Pukhkalo        | Kazakhstan      | 42 min 27 s 0   | 40      | 33 s 8  | 36 min 45 s 9 | 30      | 1 h 19 min 46 s 7 | + 3 min 26 s 7  |
| 35                                  | 32      | Andreas Katz            | Allemagne       | 41 min 10 s 3   | 21      | 29 s 5  | 38 min 9 s 4  | 42      | 1 h 19 min 49 s 2 | + 3 min 29 s 2  |
| 36                                  | 37      | Devon Kershaw           | Canada          | 41 min 14 s 8   | 27      | 32 s 9  | 38 min 7 s 6  | 41      | 1 h 19 min 55 s 3 | + 3 min 35 s 3  |
| 37                                  | 30      | Dietmar Nöckler         | Italie          | 41 min 15 s 2   | 28      | 34 s 8  | 38 min 5 s 5  | 40      | 1 h 19 min 55 s 5 | + 3 min 35 s 5  |
| 38                                  | 58      | Petr Knop               | Tchéquie        | 42 min 29 s 8   | 43      | 31 s 6  | 37 min 10 s 7 | 34      | 1 h 20 min 12 s 1 | + 3 min 52 s 1  |
| 39                                  | 19      | Jonas Baumann           | Suisse          | 42 min 25 s 7   | 38      | 27 s 6  | 37 min 20 s 1 | 35      | 1 h 20 min 13 s 4 | + 3 min 53 s 4  |
| 40                                  | 27      | Toni Livers             | Suisse          | 42 min 36 s 1   | 44      | 36 s 5  | 37 min 0 s 8  | 33      | 1 h 20 min 13 s 4 | + 3 min 53 s 4  |
| 41                                  | 42      | Perttu Hyvärinen        | Finlande        | 41 min 57 s 0   | 36      | 33 s 5  | 37 min 58 s 0 | 39      | 1 h 20 min 28 s 5 | + 4 min 08 s 5  |
| 42                                  | 26      | Erik Bjornsen           | États-Unis      | 42 min 12 s 4   | 37      | 29 s 6  | 38 min 12 s 7 | 43      | 1 h 20 min 54 s 7 | + 4 min 34 s 7  |
| 43                                  | 44      | Yevgeniy Velichko       | Kazakhstan      | 41 min 47 s 4   | 33      | 32 s 1  | 38 min 44 s 4 | 51      | 1 h 21 min 3 s 9  | + 4 min 43 s 9  |
| 44                                  | 46      | Michail Semenov         | Biélorussie     | 43 min 15 s 4   | 48      | 28 s 7  | 37 min 27 s 9 | 37      | 1 h 21 min 12 s 0 | + 4 min 52 s 0  |
| 45                                  | 54      | Graeme Killick          | Canada          | 42 min 29 s 4   | 42      | 35 s 7  | 38 min 34 s 5 | 48      | 1 h 21 min 39 s 6 | + 5 min 19 s 6  |
| 46                                  | 39      | Irineu Esteve Altimiras | Andorre         | 42 min 39 s 0   | 45      | 37 s 5  | 38 min 31 s 2 | 46      | 1 h 21 min 47 s 7 | + 5 min 27 s 7  |
| 47                                  | 51      | Andreas Veerpalu        | Estonie         | 43 min 3 s 9    | 47      | 33 s 9  | 38 min 33 s 6 | 47      | 1 h 22 min 11 s 4 | + 5 min 51 s 4  |
| 48                                  | 52      | Sergio Rigoni           | Italie          | 42 min 41 s 7   | 46      | 32 s 6  | 39 min 40 s 6 | 57      | 1 h 22 min 54 s 9 | + 6 min 34 s 9  |
| 49                                  | 57      | Imanol Rojo             | Espagne         | 43 min 27 s 4   | 49      | 33 s 8  | 39 min 5 s 3  | 54      | 1 h 23 min 6 s 5  | + 6 min 46 s 5  |
| 50                                  | 45      | Yury Astapenka          | Biélorussie     | 44 min 1 s 9    | 54      | 33 s 4  | 38 min 37 s 2 | 49      | 1 h 23 min 12 s 5 | + 6 min 52 s 5  |
| 51                                  | 40      | Patrick Caldwell        | États-Unis      | 44 min 1 s 3    | 53      | 32 s 7  | 38 min 44 s 1 | 50      | 1 h 23 min 18 s 1 | + 6 min 58 s 1  |
| 52                                  | 55      | Dominik Bury            | Pologne         | 44 min 0 s 2    | 52      | 35 s 7  | 38 min 44 s 4 | 51      | 1 h 23 min 20 s 3 | + 7 min 00 s 3  |
| 53                                  | 65      | Krešimir Crnković       | Croatie         | 44 min 31 s 3   | 58      | 30 s 5  | 38 min 25 s 1 | 44      | 1 h 23 min 26 s 9 | + 7 min 06 s 9  |
| 54                                  | 47      | Noah Hoffman            | États-Unis      | 43 min 27 s 7   | 50      | 30 s 4  | 39 min 30 s 6 | 56      | 1 h 23 min 28 s 7 | + 7 min 08 s 7  |
| 55                                  | 53      | Aleš Razým              | Tchéquie        | 43 min 28 s 5   | 51      | 36 s 0  | 39 min 29 s 3 | 55      | 1 h 23 min 33 s 8 | + 7 min 13 s 8  |
| 56                                  | 48      | Snorri Einarsson        | Islande         | 44 min 2 s 3    | 55      | 36 s 8  | 38 min 54 s 8 | 53      | 1 h 23 min 33 s 9 | + 7 min 13 s 9  |
| 57                                  | 63      | Callum Smith            | Grande-Bretagne | 44 min 47 s 1   | 61      | 33 s 2  | 38 min 29 s 6 | 45      | 1 h 23 min 49 s 9 | + 7 min 29 s 9  |
| 58                                  | 62      | Callum Watson           | Australie       | 44 min 47 s 7   | 62      | 31 s 7  | 39 min 56 s 0 | 58      | 1 h 25 min 15 s 4 | + 8 min 55 s 4  |
| 59                                  | 66      | Martin Vögeli           | Liechtenstein   | 44 min 28 s 4   | 57      | 27 s 1  | 41 min 12 s 7 | 59      | 1 h 26 min 8 s 2  | + 9 min 48 s 2  |
| 60                                  | 60      | Thomas Hjalmar Westgård | Irlande         | 44 min 15 s 2   | 56      | 33 s 1  | 47 min 45 s 9 | 60      | 1 h 32 min 34 s 2 | + 16 min 14 s 2 |
| 61                                  | 59      | Oleksii Krasovskyi      | Ukraine         | 44 min 36 s 7   | 59      | 34 s 1  | + LAP         | + LAP   | + LAP             | + LAP           |
| 62                                  | 61      | Knute Johnsgaard        | Canada          | 45 min 49 s 7   | 63      | 36 s 0  | + LAP         | + LAP   | + LAP             | + LAP           |
| 63                                  | 67      | Mantas Strolia          | Lituanie        | 47 min 4 s 4    | 65      | 28 s 3  | + LAP         | + LAP   | + LAP             | + LAP           |
| 64                                  | 64      | Wang Qiang              | Chine           | 47 min 3 s 8    | 64      | 33 s 9  | + LAP         | + LAP   | + LAP             | + LAP           |
| 65                                  | 68      | Kim Eun-ho              | Corée du Sud    | 48 min 29 s 9   | 66      | 33 s 1  | + LAP         | + LAP   | + LAP             | + LAP           |
|                                     | 56      | Edi Dadić               | Croatie         | 44 min 45 s 2   | 60      | 30 s 2  | Abandon       | Abandon | Abandon           | Abandon         |
|                                     | 17      | Calle Halfvarsson       | Suède           | Abandon         | Abandon | Abandon | Abandon       | Abandon | Abandon           | Abandon         |
|                                     | 50      | Sergei Dolidovich       | Biélorussie     | Abandon         | Abandon | Abandon | Abandon       | Abandon | Abandon           | Abandon         |

PF = Classement déterminé grâce à la photo finish
LAP = Un tour de retard sur les premiers